# Miha Ličef
Miha Ličef (ur. 14 stycznia 1997 w Zgornje Gorje) – słoweński biegacz narciarski, olimpijczyk z Pekinu 2022.

## Życie prywatne
Mieszka w Zgornje Gorje. Studiował farmację na Uniwersytecie Lublańskim.

## Udział w zawodach międzynarodowych
| Impreza           | Rok | Gospodarz | Konkurencja | Miejsce |                      |      |       |                   |     |
| ----------------- | --- | --------- | ----------- | ------- | -------------------- | ---- | ----- | ----------------- | --- |
| Impreza           | Rok | Gospodarz | Konkurencja | Miejsce | Igrzyska olimpijskie | 2022 | Pekin | bieg indywidualny | 55. |
| bieg łączony      | 56. |           |             |         | Igrzyska olimpijskie | 2022 | Pekin |                   |     |
| sprint            | 65. |           |             |         | Igrzyska olimpijskie | 2022 | Pekin |                   |     |
| sztafeta mężczyzn | 14. |           |             |         | Igrzyska olimpijskie | 2022 | Pekin |                   |     |